# Sân bay quốc tế Massawa
Sân bay quốc tế Massawa, (IATA: MSW, ICAO: HHMS) là một sân bay ở Massawa, thành phố ở vùng Bắc Biển Đỏ của Eritrea.
Sân bay này hiện nay ít được sử dụng, có hãng hàng không Pakistan International Airlines đã chính thức đồng sử dụng sân bay này cho tuyến quốc tế.

## Các hãng hàng không và tuyến bay
- Nasair (Asmara)